# Pascal Lissouba
 (août 2020).
- Si vous ne connaissez pas le sujet, laissez ce bandeau (vous pouvez alors contacter les auteurs).
- Si vous supprimez le contenu mis en cause (vous pouvez préalablement contacter les auteurs),

argumentez précisément cette suppression dans la page de discussion
(un manque de référence n'est pas un argument ; une recherche réelle de référence doit avoir été effectuée, être formellement documentée).
 (février 2020).
Si vous disposez d'ouvrages ou d'articles de référence ou si vous connaissez des sites web de qualité traitant du thème abordé ici, merci de compléter l'article en donnant les références utiles à sa vérifiabilité et en les liant à la section « Notes et références ».
 (février 2020).
Pascal Lissouba est un homme d'État congolais né le 15 novembre 1931 à Tsinguidi dans le département du Niari (Afrique-Équatoriale française) et mort le 24 août 2020 à Perpignan (France). 
Agronome de formation, il a été Premier ministre de 1963 à 1966. Élu démocratiquement président de la république en août 1992, une guerre civile l’oppose à Denis Sassou-Nguesso au cours des derniers mois de son mandat. Défait par son adversaire après l'entrée des forces angolaises dans le conflit congolais, il doit quitter le pouvoir le 15 octobre 1997, et part en exil à Paris en 2004, avant de décéder à Perpignan.

## Biographie

### Famille et formation
Pascal Lissouba naît le 15 novembre 1931 à Tsinguidi, petite localité située à 70  km au nord de Mossendjo, dans le département du Niari. Ses parents appartiennent à l'ethnie nzebi, communauté à cheval entre le Congo et le Gabon.
D'abord marié à Annette Chantegreil, puis à Jocelyne Lissouba (née Pierrot), de nationalité française, il est père de onze enfants. Sa première fille, Mireille Lissouba, est sa directrice de cabinet de 1993 à 1996. Sa cadette Danielle Bineka est professeure d'université et écrivaine. Toutes deux sont actuellement exilées au Canada. Son plus jeune fils, Jérémy Lissouba, est revenu au Congo où il a été élu député en 2017. La mère de Pascal Lissouba, Marie Bouanga, meurt en 1996.
Pascal Lissouba fait ses études primaires à l'école urbaine [Dolisie] et à Boko. Il commence ses études secondaires à Brazzaville et les poursuit à Nice, où il obtient son baccalauréat en 1952 au lycée Félix-Faure. Il fait des études d’agronomie à l'École supérieure d'agriculture de Tunis et obtient en 1956 un diplôme d’ingénieur agronome. Revenu en France, il passe une licence en sciences naturelles. Il est ensuite stagiaire au Centre national de la recherche scientifique (CNRS) à Paris et à l’ORSTOM (aujourd'hui Institut de recherche pour le développement dans la spécialité phytogénétique et amélioration des plantes). Il prépare une thèse en génétique sous la direction de Georges Rizet à l'université de Paris.
En 1961, il soutient à Paris sa thèse d’État et accède au grade de docteur ès sciences, avec félicitations du jury, mention très bien. À compter de juin 1961, il est chargé de recherches à l'ORSTOM. Il est promu maître de conférences en biologie végétale, par arrêté du 3 novembre 1961 du ministère de l'Éducation nationale.

### Carrière professionnelle et politique

#### L'ascension politique (1963-1966)
Lissouba rentre au Congo en 1962 et est nommé directeur général des Services agricoles, alors qu’il souhaite se consacrer à la recherche et à l’enseignement[Interprétation personnelle ?].
Le 16 août 1963, Alphonse Massamba-Debat, devenu chef du Gouvernement provisoire après le renversement de Fulbert Youlou par une insurrection populaire, le nomme ministre de l’Agriculture et des Eaux et Forêts.
Le 19 décembre, Massamba-Débat, candidat unique, est élu président de la République. Le 24 décembre, il nomme Lissouba au poste de Premier ministre. Moins de deux ans après son entrée dans la vie active, il devient, à l’âge de 32 ans, l’un des principaux personnages de l’État et le premier collaborateur du chef de l'État, il est par ailleurs le plus jeune Premier ministre dans l'histoire politique du Congo. Aux termes de la nouvelle constitution adoptée par référendum le 8 décembre 1963, le président de la République définit la politique générale et économique du pays, le Premier ministre et son gouvernement en assurent la réalisation.
Lissouba forme un gouvernement de 9 membres, au sein duquel il conserve le portefeuille de l’Agriculture et des Eaux et Forêts. Germain Bicoumat, Bernard Galiba, Édouard Ebouka-Babackas, Charles David Ganao et Paul Kaya qui, comme lui, faisaient partie du gouvernement provisoire, sont reconduits dans leurs fonctions. Parmi les trois nouveaux venus, on compte deux syndicalistes dont le rôle a été déterminant dans le renversement de Youlou : Aimé Matsika et Pascal Okyemba-Morlende.
Le gouvernement Lissouba manifeste dès le départ l’ambition de réduire la dépendance de l’économie congolaise vis-à-vis des capitaux étrangers. Il élabore un plan qui prévoit la nationalisation de plusieurs secteurs de l’économie et le développement d’une industrie d’État. La commercialisation des produits agricoles (ONCPA, RNPC) et le commerce d’importation (OFNACOM) sont nationalisés. Cependant, le président Massamba-Débat tempère l’ardeur socialisante du gouvernement en mettant son veto à la nationalisation du transport urbain, de la production d’électricité et de la distribution d’eau. La collaboration des pays industrialisés du bloc communiste (Chine, URSS) et parfois occidentaux, permet la création de plusieurs unités industrielles publiques (cimenterie, construction navale, textile, manufactures de cahiers et d’allumettes).
L’action de rénovation rurale, qui prévoit l’installation de jeunes de la ville en campagne pour développer l’agriculture, échoue faute d’adhésion.
Sur le plan social, le gouvernement Lissouba s’efforce d’assurer une couverture maximale du territoire en matière de santé et de scolarisation, en créant de nombreuses écoles et dispensaires.
Le stade de la Révolution, construit en un temps record, est inauguré en juin 1965. Il sert de cadre aux premiers Jeux africains de 1965.
Sur le plan diplomatique, le Congo s’éloigne des pays occidentaux (rupture des relations avec les États-Unis) et se rapproche des pays du bloc communistes (reconnaissance de la Chine en 1964). L’encadrement de la Défense civile, branche armée de la jeunesse du parti unique, est assuré par des Cubains.
Comme la plupart des grandes figures du régime, Lissouba est membre du Groupe de Mpila, cénacle politique qui, pour l’opinion publique, porte la responsabilité de l’assassinat en février 1965 de Joseph Pouabou, Lazare Matsocota et Anselme Massouémé, par la milice politique du régime. Cette tragédie altère les rapports entre Massamba-Débat et Lissouba.
En avril 1965, Lissouba remanie son gouvernement. André Hombessa est nommé ministre de l’Intérieur et François Luc Makosso ministre de la Justice. Claude-Ernest Ndalla devient secrétaire d’État à la Jeunesse et Claude-Antoine Da-Costa, secrétaire d’État à la Défense. Okyemba-Morlende et Matsika quittent le gouvernement. En décembre 1965, il opère un second remaniement.
Le 15 avril 1966, les divergences de vue de plus en plus prononcées avec Massamba-Débat et l’hostilité d’Ambroise Noumazalaye qui contrôle le parti unique (MNR), le décident à présenter sa démission au président de la République. Celui-ci l’accepte et nomme Noumazalaye à sa place.

#### La longue période de vicissitudes (1966-1979)
Déchargé de ses responsabilités politiques, Pascal Lissouba enseigne la génétique au Centre d'études supérieures de Brazzaville. Parallèlement, il apporte son assistance aux planteurs de cacao de la région de la Sangha et réalise des expériences de croisement d’espèces de manguiers à Boko et à Loudima.
En juillet 1968, au beau milieu du bras de fer entre Alphonse Massamba-Débat et les officiers progressistes menés par le capitaine Ngouabi, il cosigne une lettre ouverte au président de la République. Avec ses amis Henri Lopès, Jean-Pierre Thystère-Tchicaya et Jean-Édouard Sathoud, il exhorte le Président à ne pas céder à la tentation du renfermement ethnique. Les quatre signataires préconisent l’instauration préalable d’une « démocratie nationale », encore à conceptualiser, avant toute édification d’un socialisme dont les conditions ne sont pas encore réunies au Congo. Ils demandent aussi au président de la République de désigner un comité qui serait chargé d’élaborer des réformes permettant de consolider l’unité nationale.
Après la négociation entre Alphonse Massamba-Débat et l’armée qui dénoue partiellement la crise politique, Pascal Lissouba est un des 39 membres du Conseil national de la Révolution (CNR) mis en place le 5 août 1968. Il fait également partie du nouveau gouvernement formé par Alphonse Massamba-Débat, avec le rang de ministre d’État chargé du Plan. Le 31 décembre 1968, après l’aménagement de l’Acte fondamental qui permet à Marien Ngouabi de devenir président de la République, il est nommé ministre d’État chargé de l’Agriculture et des Eaux et Forêts. Il garde ce poste jusqu’au remaniement du 21 juin 1969.
Le 17 octobre, il est mis en état d’arrestation et doit répondre devant la cour révolutionnaire de l’accusation de complicité dans le triple assassinat de Joseph Pouabou, Lazare Matsocota et Anselme Massoueme en 1965. Ses coaccusés sont Alphonse Massamba-Débat, Ambroise Noumazalaye, Ndalla, Hombessa, Lounda, Bindi, Maboungou-Mbimba et Van Den Reysen. Le 21 novembre, tous les accusés sont acquittés, excepté Bindi, Maboungou-Mbimba et Van Den Reysen qui étaient jugés par contumace. Cependant, ils sont interdits de toute activité politique et sortie du territoire pour deux ans.
De nouveau libre de toute responsabilité politique, Pascal Lissouba revient à l’enseignement de biologie cellulaire et de la génétique. Il mène des travaux de recherches et fait plusieurs publications scientifiques. En 1970, il devient directeur de l’École supérieure des sciences (future faculté des sciences de l’université de Brazzaville).
En février 1972, il est arrêté après l’échec du coup d’État militaire mené par Ange Diawara contre le gouvernement de la république populaire du Congo. Condamné à la réclusion par la cour martiale, il est cependant remis rapidement en liberté.
Lors du deuxième congrès extraordinaire du Parti congolais du travail (PCT), du 26 au 31 décembre 1972, il fait sa rentrée dans le comité central. Il y a posé une condition : l’amnistie des prisonniers politiques. N’obtenant pas satisfaction, il organise une opposition interne au sein du parti unique. Quelques semaines seulement après son retour dans les instances de pouvoir, il est de nouveau arrêté le 23 février 1973, pour complicité dans un putsch qu’aurait tenté le maquis d'Ange Diawara. Suspendu du PCT et traduit devant la cour révolutionnaire en avril, il est acquitté. Sa suspension du parti n’est toutefois pas levée.
Fin mars 1976, après l’échec de la grève générale lancée par les victimes de la « radicalisation de la révolution » opérée par Marien Ngouabi en décembre 1975, il est encore arrêté. Il reste en prison quelques semaines seulement.
Le 18 mars 1977, dans les heures qui suivent l’assassinat de Marien Ngouabi, il est arrêté sur ordre du ministre de la Défense, Denis Sassou-Nguesso. Traduit devant la cour martiale, il est condamné à mort le 25 mars, pour complicité avec Alphonse Massamba-Débat dans la conspiration qui a conduit à la mort du président de la République. Une intervention in extremis d’Omar Bongo, appuyée par une mobilisation de scientifiques français et africains, lui permet d’échapper au peloton d’exécution. Le Comité militaire du parti commue la peine capitale en détention à perpétuité. Il est incarcéré successivement à Brazzaville, Epena et Ouesso. En 1979, Denis Sassou-Nguesso, qui a évincé Joachim Yhombi-Opango, élargit tous les prisonniers politiques. Pascal Lissouba retrouve la liberté au mois de mars.

#### Retraite politique (1979-1990)
Les conditions très sévères de sa détention ont altéré sa santé. Aussitôt libéré, il se rend en France pour les soins médicaux appropriés. Il va y rester, s’éloignant pour de longues années du champ politique. Il enseigne la génétique à l’université de Créteil. En 1985, il intègre l’UNESCO et est nommé directeur du secteur sciences exactes et naturelles. Il est ensuite directeur régional de l’UNESCO en Afrique pour la science et la technologie à Nairobi. Au cours de toutes ces années, Lissouba s’abstient de toute intervention et commentaire sur la vie politique du Congo.

#### Le retour à la vie politique (janvier 1991-février 1992)
Fin 1990, l’évolution politique du pays contraint le général Sassou-Nguesso à accepter le principe d’une conférence nationale souveraine (CNS). Celle-ci s’ouvre le 25 février 1991 à Brazzaville. Pascal Lissouba y participe en sa qualité d'ancien Premier ministre. Il est proche à la fois de l’Union nationale pour la démocratie et le progrès (UNDP) de Pierre Nze et du Rassemblement pour la démocratie et le progrès social (RDPS) de Jean-Pierre Thysthère-Tchicaya. Au cours du deuxième mois de la CNS, son prestige est écorné lors des débats sur les assassinats de février 1965. Les témoignages en plénière et les auditions de la commission Assassinats mettent en lumière la responsabilité du Groupe de Mpila, dont il était un des principaux animateurs, dans le triple meurtre, mais sa culpabilité n'est jamais démontrée.
Il présente sa candidature à l'élection du Premier ministre de la transition démocratique par les délégués à la Conférence nationale. La fonction a été pourvue des plus grands pouvoirs par l'Acte fondamental. Parmi les dix-huit autres candidats en lice, on compte Louis Sylvain-Goma, Édouard Ebouka-Babackas, Mathias Dzon, André Milongo, Jean-Martin Mbemba, Samuel Badinga, Eckondy-Akala, Gabriel Bokilo et Lévy Makany. En tête aux deux premiers tours, Pascal Lissouba est finalement battu au quatrième tour par André Milongo par 454 voix contre 419.
En juillet 1991, il fonde l'Union panafricaine pour la démocratie sociale (UPADS). La nouvelle formation politique a intégré plusieurs partis qui ont participé à la Conférence nationale et rassemble de nombreuses figures de la vie politique nationale : Simon-Pierre Kikounga-Ngot, Martin M'beri, Nguila Moungounga Nkombo, Augustin Poignet, Christophe Moukouéké, Clément Mouamba, Victor Tamba-Tamba, etc. Pascal Lissouba a également convaincu une bonne partie de la jeune classe politique à le rejoindre dans son action. Après la mise en place des organes de son parti, il repart en France pour prendre sa retraite à l'UNESCO, laissant à ses lieutenants le soin d’implanter l'UPADS dans la population.

#### Élections démocratiques (mars-août 1992)
Pascal Lissouba revient à Brazzaville en février 1992. Une foule de militants et de sympathisants de l'UPADS l’accueille à l’aéroport de Maya-Maya et l'escorte jusqu’au palais des congrès, où il tient son premier meeting. Il y prononce une phrase qui marque les esprits[réf. souhaitée] : « Je suis venu pour vous servir, et non pas pour me servir ». Sa rentrée politique intervient dans la dernière ligne droite avant la série des élections de 1992. En son absence, ses adjoints ont réalisé un important travail d'enrôlement de militants et d'organisation. En quelques mois, l'UPADS est parvenu à fédérer la majorité des populations issues des régions de la Bouenza, de la Lekoumou et du Niari. Pour désigner cette intégration politique, les Congolais créent l’acronyme « NiBoLek ». Mais la popularité de Pascal Lissouba ne s'étend pas seulement sur ces trois régions, l'ancien Premier ministre draine une dynamique populaire dans le Kouilou, les Plateaux et surtout la Sangha.
Au référendum constitutionnel du 15 mars, à l'instar de la plupart des partis, l'UPADS appelle ses militants à approuver la nouvelle constitution. Le « oui » l’emporte avec 96,32 % de voix, mettant un terme officiel au régime de la république populaire du Congo.
Les élections locales et municipales du 3 mai voient le parti de Pascal Lissouba réaliser un raz-de-marée dans les régions de la Bouenza, de la Lekoumou et du Niari. Il y emporte la quasi-totalité des sièges en jeu. Ayant également obtenu de bons scores à Brazzaville et Pointe-Noire, l’UPADS s'impose comme la première force politique du pays.
Le 24 juin, le premier tour des élections législatives confirme l'impact du parti de Pascal Lissouba et son ancrage dans les 3 régions de la vallée du Niari, mais aussi à Pointe-Noire, dans le Kouilou. Il obtient 31 sièges. Au second tour, il récolte 8 sièges supplémentaires. Avec 39 députés, il sera le premier parti dans la future Assemblée nationale, devant le MCDDI (29 députés) et le PCT (18 sièges). Lissouba est lui-même élu député de la première circonscription de Dolisie dès le premier tour.
À l'approche de la présidentielle, Pascal Lissouba, qui a nommé Marc Mapingou directeur de sa campagne, apparaît comme le favori. Le président de l'UPADS réalise une campagne électorale avec une stratégie de communication basée sur son passé d'homme d’État, son image de savant et son expérience internationale. Il occupe efficacement l’espace médiatique et ne lésine pas sur les promesses de campagne, s'engageant à faire du Congo une « petite Suisse » en cinq ans. Les grands axes de son programme sont la modernisation de l’État en intégrant les nouvelles technologies, la construction d'un vaste réseau de communication (autoroute à péage entre Brazzaville et Pointe-Noire, notamment), la relance de l'agriculture, la libéralisation de l'économie et l’industrialisation du pays. Il apparaît de plus en plus crédible face aux autres candidats, il est le seul à proposer un projet de société porteur aux Congolais, et c'est sur la base de ce projet qu'il est élu triomphalement.
Le 2 août, au premier tour de l'élection présidentielle, il arrive sans surprise en tête, avec 282 000 voix (35,89 %). Bernard Kolélas qui a obtenu 20,32 % sera son adversaire au second tour. Entre les deux tours, Pascal Lissouba obtient le ralliement de quelques battus du premier tour : Joachim Yhombi-Opango, David Charles Ganao, Alphonse Souchlaty-Poaty. Le 11 août, le PCT et l’UPADS signe un accord pour constituer le socle d'une majorité parlementaire stable, gouverner ensemble quel que soit le résultat de la présidentielle et faire campagne commune pour l'élection de Lissouba au second tour de la présidentielle.
Le second tour a lieu le 16 août. Les résultats sont proclamés le 20. Pascal Lissouba devance largement Bernard Kolélas avec 506 395 voix (61,32 %) contre 319 396 (38,68 %). Pascal Lissouba est arrivé en tête dans 7 régions sur 10. Kolélas ne l'a battu qu'à Brazzaville et dans le Pool. Au Kouilou, les deux candidats sont au coude à coude. Le recours de Bernard Kolélas auprès de la Cour suprême, pour « fraudes généralisées et frappantes » de la part de son adversaire, est rejeté. Pascal Lissouba devient le sixième président de la république du Congo.

#### La présidence de la République (31 août 1992-15 octobre 1997)

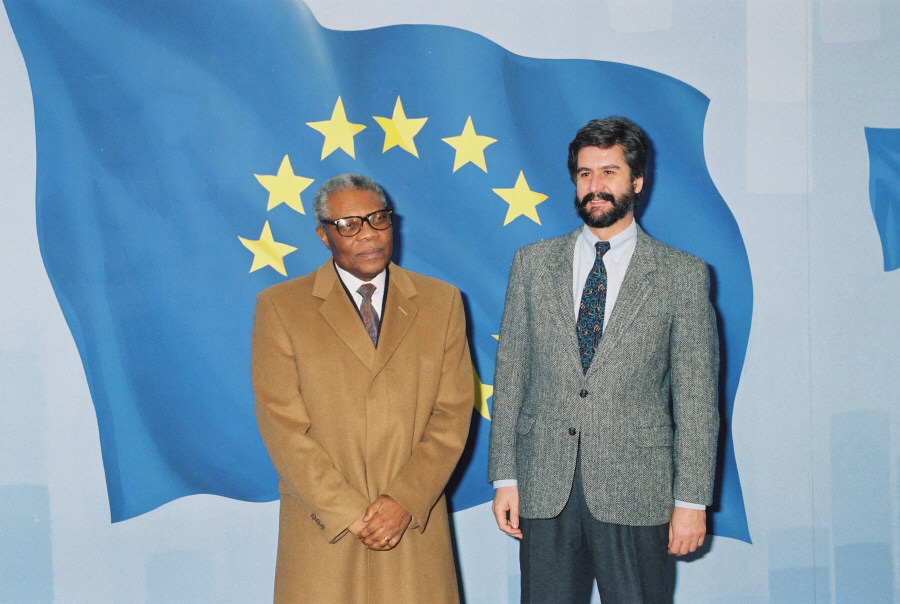
Pascal Lissouba lors d'une visite en Europe en décembre 1992, accompagné par Manuel Marín, alors Vice-président de la Commission européenne

##### Des débuts de présidence tourmentés (31 août 1992-3 décembre 1992)
Le Congo de 1992 est un pays de 2 600 000 habitants, fortement urbanisé, et dont la population est majoritairement jeune. L'agriculture est l’activité socio-économique la plus importante (entre 500 000 et 1 000 000 paysans). Très peu dynamique et à vocation de subsistance essentiellement, elle n'assure que 10 % du PIB. Les besoins alimentaires du marché urbain sont largement dépendants de l'importation. L'exploitation forestière, menée artisanalement par de petits opérateurs nationaux, et à l'échelle industrielle par des sociétés étrangères, constitue également un secteur clé de l'économie. Une très faible partie seulement du bois est transformée sur place (environ 20 000 m3), l’essentiel étant exporté. Sur le plan énergétique, la centrale hydraulique de Moukoukoulou (d’une puissance de 74 MW) ne couvre que partiellement les besoins en électricité. La centrale hydraulique du Djoue, de moindre puissance, est à l'arrêt depuis quelques années. Un appoint du barrage zaïrois d'Inga est nécessaire au bilan énergétique du Congo.
L'industrie manufacturière, pénalisée par l'étroitesse du marché intérieur, des coûts de production élevés, la concurrence des produits d'importation et la faiblesse du réseau de communication, est également peu performante. Elle se constitue surtout d'unités de taille moyenne dans le secteur agro-alimentaire (brasseries, sucrerie, laiteries, minoterie, savonnerie). Alucongo est spécialisée dans la fabrication articles ménagers, fûts et grillages. La cimenterie de Loutété est en proie à de grandes difficultés et l'industrie textile est à l'agonie. Globalement, l'industrie non pétrolière assure seulement 8 % du PIB et la plus grande partie des biens d'équipement est importée. L'exploitation pétrolière est le fer de lance de l'économie congolaise. Faible consommatrice de main-d'œuvre, elle génère néanmoins près de 40 % du PIB et pourvoit à plus de la moitié des recettes de l'État. Les champs pétroliers sont essentiellement localisés dans l’offshore, au large de Pointe-Noire. Les deux opérateurs majeurs sont Elf-Congo, filiale d'Elf Aquitaine qui exploite les gisements d’Émeraude, Likouala, Yanga, Sendji, Tchibouela et Tchendo ; et Agip Recherches Congo, filiale d'ENI qui opère les gisements de Loango et Zatchi. Depuis l'année précédente, la compagnie américaine Amoco exploite le champ de Yombo.
Dans le secteur tertiaire, le grand commerce est détenu par les capitaux étrangers (français et libanais), les nationaux et la communauté ouest-africaine assurant le petit commerce de proximité. La première banque du pays, la BCC est au bord du dépôt de bilan. Enfin, sur le plan budgétaire, le service de la dette qui absorbe près du tiers des recettes, vaut à l'État des fins de mois difficiles depuis plus d’un an.
Pascal Lissouba est investi le 31 août 1992 au palais du Peuple devant tous les corps constitués et les représentants diplomatiques. La passation de pouvoirs avec le général Denis Sassou-Nguesso se passe dans une bonne ambiance. Le contexte économique est très morose, une économie totalement laminée par la gabegie et la gestion calamiteuse des années Sassou.
Le 1er septembre 1992, il nomme Stéphane-Maurice Bongho-Nouarra au poste de Premier ministre. La formation du gouvernement est l'objet d’intenses tractations. La composition de l'équipe gouvernementale, forte de 27 membres, est finalement publiée dans la nuit du 7 au 8 septembre. La plupart des poids lourds de l'UPADS en font partie. Le général Ngollo est ministre de la Défense. Trois membres du PCT y figurent : Henri Okemba à l'Agriculture, Grégoire Lefouoba à l'Éducation nationale et Isidore Mvouba au Commerce. Dans la journée du 8, Ambroise Noumazalaye, le secrétaire général du PCT, fait une communication de presse et déclare caduc l'accord UPADS-PCT, deux des points de l’accord du 11 août n'ayant pas été respectés. Le PCT qui prétendait à 7 portefeuilles ministériels dénonce le fait que la composition du gouvernement ait été publiée avant la conclusion de négociations qui étaient en cours. Dans la foulée, Isidore Mvouba, un des trois ministres PCT du gouvernement Bongho-Nouarra, se retire. La constitution du gouvernement a également fait des déçus au sein du clan présidentiel. La région de la Bouenza s'est taillée la part du lion avec sept ministres (Mberi à l'Intérieur, Moungounga à l'Industrie, André-Georges Mouyabi à la Fonction publique, Bounkoulou aux Affaires étrangères, Nguimbi à la Formation professionnelle, Lipou-Massala à la Coopération et le colonel Damba chargé de la coordination militaire), alors que la Lekoumou n’en a qu'un seul (Clément Mouamba aux Finances) et le Niari aucun. Cependant, le gouvernement est constitué de ressortissants de tout le pays.
L'élection du président de l’Assemblée nationale esquisse un renversement d'alliances. André Mouélé du PCT est élu aux dépens d'Ange Édouard Poungui, apparenté UPADS, grâce aux voix du groupe parlementaire URD qui réunit le MCDDI, le RDPS et quelques partis de second ordre. L'élection d'Augustin Poignet à la présidence du Sénat se passe sans problème, le camp de Pascal Lissouba détenant la majorité absolue dans la chambre haute.
Le 30 septembre, l’URD, le PCT et 5 autres partis de moindre envergure concluent un accord de gouvernement. La nouvelle alliance est présentée par ses promoteurs comme le socle de l’unité nationale. Surtout, elle consacre un changement de majorité parlementaire à l’Assemblée nationale. Cependant Pascal Lissouba ne met pas fin aux fonctions du gouvernement Bongho-Nouarra pour nommer un Premier ministre dans la nouvelle majorité, comme le stipule l’article 75 de la Constitution. La coalition « URD – PCR & Apparentés » tient plusieurs meetings pour réclamer la démission du gouvernement. Le débat politique s’enlise alors dans une querelle sur l’interprétation de la Constitution. La coalition dépose finalement une motion de censure contre le gouvernement Bongho-Nouarra. Dans son argumentation, elle affirme une inconstitutionnalité dans la formation du gouvernement car le décret de nomination des membres du cabinet ne reprend pas la qualité de chef du gouvernement du Premier ministre. Elle reproche également au gouvernement son entrée en fonction sans déclaration de politique générale préalable et la précipitation avec laquelle les nominations aux hautes fonctions publiques sont réalisées. Le 31 octobre, la censure contre le gouvernement Bongho-Nouarra est votée par la nouvelle majorité, alors que les députés de la Mouvance présidentielle ont quitté l'hémicycle, en signe de protestation. Les jours suivants, Stéphane-Maurice Bongho-Nouarra présente la démission de son gouvernement au Président, mais celui-ci lui demande de poursuivre sa mission.
Le 17 novembre, s'appuyant sur l’article 81 de la Constitution, Pascal Lissouba dissout l'Assemblée nationale. Il demande au gouvernement Bongho-Nouarra de gérer les affaires courantes jusqu'à la tenue des élections législatives anticipées, prévues dans les 45 jours. Dès le lendemain, l'opposition déclare le décret de dissolution de l'Assemblée nationale anticonstitutionnel et de nul effet et invite les Congolais à la désobéissance civile. Les militants des partis de l'opposition élèvent des barricades dans certains quartiers de la capitale. Cependant, ces actes de désobéissance civile ont une portée limitée. Une dizaine de jours après la dissolution de l'Assemblée, Denis Sassou-Nguesso, Bernard Kolélas et Jean-Pierre Thystère-Tchicaya tiennent un meeting sur le boulevard des Armées. Les principaux dirigeants de la coalition URD – PCT et Apparentés dénoncent la dissolution de l’Assemblée nationale. Dans la matinée du 30 novembre, l’opposition organise une « marche dite pacifique » sur le palais présidentiel pour exiger le rétablissement de l'Assemblée nationale avec la nomination d'un Premier ministre issu de ses rangs ou la démission du président de la République. À quelques centaines de mètres du palais, au rond-point du Centre culturel français, des membres de la sécurité présidentielle auraient ouvert le feu sur les manifestants et font trois morts. La manifestation avorte, mais les esprits s’échauffent.
Deux jours plus tard, le chef d'état-major des Forces armées congolaises, le général Jean-Marie Mokoko, réunit au palais des Congrès les dirigeants des deux camps et leur enjoint de trouver un accord. Le 3 décembre, Joachim Yhombi-Opango pour la Mouvance présidentielle et Bernard Kolélas pour l’alliance URD-PCT & Apparentés signent un accord de sortie de crise, sous l’égide du haut commandement militaire. L’Assemblée nationale demeure dissoute ; les élections législatives anticipées seront organisées par une commission indépendante, la CONOSELA, qui sera présidée par un membre de l’opposition, secondé par un membre de la Mouvance présidentielle ; un gouvernement d’union nationale composé de 60 % de ministres issus de l’opposition et de 40 % du camp présidentiel va conduire les affaires publiques jusqu’à la publication des résultats des législatives.

##### Le gouvernement 60-40 et les élections législatives anticipées (4 décembre 1992-27 juin 1993)
Prenant acte de l’accord du 3 décembre, Pascal Lissouba nomme Claude-Antoine Da-Costa au poste de Premier ministre. Ami de très longue date de Lissouba, cet ingénieur agronome avait été ministre sous Alphonse Massamba-Débat. Il réside en France et se tient en retrait du débat politique national depuis de longues années. Le 25 décembre, Claude-Antoine Da-Costa publie la composition de son gouvernement. Dès ses débuts, la nouvelle équipe ne montre aucune cohésion dans son action et ne se réunit quasi jamais en Conseil des ministres. Le fonctionnement de l’administration publique s’en ressent. Le 7 janvier 1993, Jean-Martin Mbemba est nommé Président de la CONOSELA. Agathon Note en est le vice-président.
Dès sa mise en place le nouveau gouvernement doit faire face au déséquilibre budgétaire hérité des gouvernements précédents. De 4 au début du mandat présidentiel, le nombre de mois de salaires impayés dans la fonction publique passe à 7 en mars 1993. Pour compléter les recettes courantes, le gouvernement sollicite Elf-Congo au début du mois de mars, pour une avance sur recettes de 200 millions de dollars (environ 50 milliards de francs CFA). Le principal opérateur pétrolier du pays, Elf, y répond négativement. L'affaire Elf avait pour partie débuté dans les années 1980 en Afrique, et éclatera en 1994 aux yeux du monde comme un des plus grands scandales financiers.
Le 28 avril, le Congo signe un accord de prêt avec la société américaine Occidental Petroleum Corporation (Oxy). Celle-ci avance 150 millions de dollars (près de 40 milliards de francs CFA) au Congo. Le prêt est gagé sur les recettes futures des champs de Nkossa (Elf-Congo) et Kitina (Agip Recherches Congo). Cinquante millions de baril de pétrole (au prix de 3 dollars le baril alors que le cours est de 14 dollars) devront être livrés à Oxy à la mise en production des deux champs, prévue pour les années à venir. Quelques mois plus tard, le Congo obtiendra d’Oxy une rallonge de 30 millions de dollar (7,5 milliards de francs CFA) après négociation. L’argent frais sert à payer deux mois de salaire aux fonctionnaires, la veille du premier tour des élections législatives anticipées. Elf, mécontente de l’irruption d’Oxy dans ses affaires au Congo, négocie avec le gouvernement congolais le rachat de cette créance en 1995-96. Le pétrolier californien y consent moyennant une indemnité substantielle.
Le premier tour des élections législatives anticipées a lieu le 2 mai. Les jours suivants, les médias annoncent des tendances favorables à la Mouvance présidentielle. Une semaine après le scrutin, avant même la publication des résultats, Bernard Kolélas réclame la reprise du scrutin dans 7 circonscriptions que les médias disent gagnées par la Mouvance présidentielle. Pendant deux semaines, la situation reste bloquée, Jean-Martin Mbemba qui préside la CONSELA, se refusant à transmettre les résultats du premier tour au ministère de l'Intérieur pour publication. Le 20 mai, le ministre Ayayen proclame les résultats : la Mouvance présidentielle a remporté 62 sièges dès le premier tour et l’opposition 49. La majorité parlementaire étant de 63 sièges à l’Assemblée, le camp de Lissouba a victoire quasi assurée. L'opposition conteste les résultats et appelle ses partisans à la mobilisation. Elle refuse de prendre part au deuxième tour dans les 12 circonscriptions encore en jeu, le 6 juin. Ce même jour, des inconnus attaquent le domicile du ministre Bokilo, membre de l’opposition, faisant trois morts. La tension monte d’un cran dans la capitale.
Deux jours plus tard, Bernard Kolelas appelle ses partisans à une campagne de désobéissance civique pour « défendre la démocratie ». Sans surprise, la publication des résultats du deuxième tour donne la Mouvance présidentielle gagnante de la plupart des sièges en jeu. À partir du 12 juin, l'érection de barricades dans les quartiers de Bacongo, Makelekele et Talangaï par des militants des partis de l’opposition perturbent le commerce et le fonctionnement des administrations publiques dans la capitale. Les partisans de Kolélas interrompent le trafic ferroviaire du CFCO entre Pointe-Noire et Brazzaville en mettent des obstacles sur la voie ferrée. Des militants du MCDDI cagoulés exhibent des armes de guerre à Bacongo : les populations les baptisent Ninjas. Pendant plusieurs jours, Brazzaville vit au ralenti.
Le 22 juin, la nouvelle Assemblée nationale tient sa session inaugurale, alors que l'armée dégage les barricades dans la ville. La session qui est boycottée par les députés de l'URD-PCT, élit André Milongo à la présidence de l'Assemblée nationale. L'appui massif des parlementaires de la Mouvance présidentielle à l'élection de l’ancien Premier ministre, dont le parti ne compte que 6 députés, procède d'une manœuvre politique. En renforçant son rival politique dans la région du Pool, le camp de Lissouba espère rogner l'assise populaire de Kolélas.
Le 23 juin, le président de la République met fin à l'existence du gouvernement 60-40. À son actif, le gouvernement Da-Costa peut se targuer d’avoir établi les relations diplomatiques entre le Congo et l’Afrique du Sud. Le nouveau Premier ministre est Yhombi-Opango, président du collège des présidents de la Mouvance présidentielle. Dans son gouvernement, Da-Costa et Bongho-Nouarra sont ministres d’État. La plupart des ministres du gouvernement Bongho-Nouarra retrouvent leur portefeuille. Moungounga a la charge du ministère des Finances. On note l'entrée de trois membres de l'UDR-Mwinda d'André Milongo : Abel Dandou Bimbimbou, Gabriel Matsiona et Bonaventure Mbaya.
Le 27 juin, la coalition de l'opposition proclame le rétablissement de l'Assemblée nationale dissoute le 17 novembre 1992 et la formation d'un gouvernement d'union nationale. Le Premier ministre de ce gouvernement parallèle est Thystère-Tchicaya.

#### De violences politico-ethniques en accords de paix (28 juin 1993-31 janvier 1994)
Le 28 juin, la Cour suprême, saisie parallèlement par le président de la République et les membres de l'opposition Jean-Pierre Makouta-Mboukou et Clément Mierassa, rend ses conclusions et déclare la proclamation des résultats du premier tour des législatives et l'organisation et la proclamation du second tour des législatives non conformes aux textes en vigueur. L'opposition y trouve un regain d'énergie et réclame la dissolution du gouvernement Yhombi-Opango et de l'Assemblée nationale. N'obtenant pas gain de cause, elle fait de nouveau ériger des barricades dans les quartiers de Brazzaville où elle est en position de force, le 7 juillet. Il s'ensuit un accrochage entre la Force publique et des miliciens du MCDDI à Bacongo qui fait deux morts. Dans les jours qui suivent les scènes de violences se multiplient à Bacongo et Makelekele où les Ninjas s'en prennent aux sympathisants de la Mouvance présidentielle, et plus spécifiquement aux ressortissants des régions de la vallée du Niari. Beaucoup d'entre eux sont lynchés et plusieurs maisons sont pillées ou détruites. Les ressortissants des 3 régions acquises à Lissouba fuient massivement Bacongo, Makelekele et la région du Pool. Par représailles, les partisans font subir les mêmes affres aux originaires de la région du Pool dans le Niari, la Bouenza et la Lekoumou.
Le 16 juillet, le chef de l'État décrète l'état d’urgence sur toute l’étendue du pays pour 15 jours et remplace le général Mokoko par le colonel Eta-Onka au poste de chef d’état-major. Les démarches du général Ngollo et l'intermédiation d'Omar Bongo et du délégué de l'OUA, Mohamed Sahnoun, permettent la levée des barricades le 29 juillet et la signature, le 4 juillet à Libreville, d'un accord entre la Mouvance présidentielle et l’opposition. L'accord entérine les résultats du premier tour des élections législatives tels que proclamés par le Ministre de l’Intérieur (62 sièges pour la Mouvance présidentielle, 49 pour l’alliance URD-PCT & Apparentés, 2 pour l'UDR-Mwinda et 1 pour l'UPRN) ; prévoit la mise en place d'un collège international de juristes pour examiner les recours en annulation ; prévoit également l'organisation du deuxième tour dans toutes les circonscriptions en ballottage après le premier tour, avant le 15 octobre, par une commission internationale. Le ramassage des armes de guerre aux mains de civils est programmé pour le 11 août. La conclusion de l'accord de Libreville détend le climat politique. L'état d’urgence est levé le 16. Les personnes déplacées des quartiers de Bacongo et Makelekele dont l'habitation n'a pas été détruite, rentrent petit à petit chez eux.
La reprise du deuxième tour a lieu les 3 et 6 octobre 1993. Elle donne 8 sièges à l'alliance URD-PCT et Apparentés et 3 sièges à la Mouvance présidentielle. Le collège de juristes internationaux chargé d’examiner les recours en annulation du premier tour commence ses travaux le 29 octobre. Il doit se prononcer sur 56 recours, introduits aussi bien par le camp présidentiel que par l’opposition. Au cours de ce mois d'octobre, le gouvernement engage des poursuites judiciaires contre maître Mbemba pour le détournement de la somme de 200 millions de francs CFA (environ 800 000 $) débloqués pour la tenue du deuxième tour des législatives boycotté par l’opposition au mois de juin.
Le 30 octobre, l'opposition, privée de l’accès aux médias d’État par le pouvoir, inaugure sa propre station de radio. Deux jours plus tard, deux fonctionnaires proches de l’UPADS sont enlevés à Bacongo par des miliciens Ninjas. Le 3 octobre, l’armée entreprend une opération militaire à Bacongo pour réduire la milice de Kolélas. Elle détruit la radio de l'opposition et le siège du MCDDI, mais les Ninjas se dérobent au contact frontal. L’offensive de l’armée fait plusieurs victimes civiles (officiellement 42 morts). Trois militaires dont le véhicule tombe en panne durant l'opération sont massacrés par la population. Après le retrait des blindés de la Force publique, la milice de Kolélas entreprend le nettoyage ethnique des quartiers de Bacongo et Makelekele, abattant les ressortissants des pays du Niari qui tombent entre leurs mains, pillant ou détruisant leurs maisons. La plupart des ressortissants des pays du Niari trouvent le salut dans la fuite. Les FAC établissent une ceinture de sécurité autour des quartiers du sud de la capitale, isolant les habitants du reste de la ville. Pour Lissouba, les événements à Bacongo et Makelekele sont le fait de « hordes de brigands armés et drogués » et l’intervention de la Force publique n’a aucun caractère politique. Au bout d’une dizaine de jours, la situation tend à se normaliser. Le 27 novembre, le gouvernement et l’opposition signe un accord pour mettre fin aux tueries. Les militaires qui quadrillent Brazzaville depuis le début du mois, regagnent leurs casernes.
Le 11 décembre, alors que Lissouba participe à la 8e conférence internationale sur le sida en Afrique à Rabat, l’arrondissement de Mfilou à Brazzaville s’embrase. À Moutabala, Makazou, Massisa et Diata, la milice de l’UPADS, formée à Aubeville sous le couvert de la réserve ministérielle du Ministère de l’Intérieur, se livre à des exactions sur les ressortissants du Pool. Plusieurs d’entre eux sont assassinés et leurs maisons sont systématiquement pillées ou détruites. Après plusieurs jours, les quartiers en ébullition ne comptent plus un seul originaire de la région du Pool, la plupart ayant dû s’enfuir. Pour les Aubevillois, l’opération constitue le pendant à l’épuration ethnique perpétrée par la milice du MCDDI à Bacongo et Makelekele, le mois précédent. Les Ninjas bloquent le trafic du CFCO dans la région du Pool. Au cours des semaines suivantes, de fréquents accrochages mettent aux prises les forces armées appuyées par la milice du pouvoir et la milice de Kolelas. Les Cobras qui constituent la milice du PCT et assurent la protection de Sassou-Nguesso, restent à l’écart des combats, mais fournissent des armes et des munitions aux partisans de Kolélas. À partir du 16 janvier, l’armée fait le blocus des quartiers de Bacongo et Makelekele. Pendant deux semaines, les habitants des quartiers sud de Brazzaville sont quasiment prisonniers.
Le 30 janvier 1994, les députés du MCDDI de la région du Pool et les députés UPADS des pays du Niari (Niari, Bouenza Lekoumou) constituent un Comité interrégional de paix et décident d’un cessez-le-feu immédiat. Les uns et les autres s’engagent à désarmer leurs partisans et mettre en place une force d’interposition, pour sortir de la logique de guerre civile à fort caractère ethnique qui les oppose. Cette initiative des élus apaise le climat politique.
Le 31 janvier, le collège arbitral international rend ses conclusions, annulant le vote dans 6 circonscriptions remportées par l’URD-PCT et dans 3 gagnées par la Mouvance présidentielle. La victoire du camp présidentiel aux élections législatives anticipées est définitivement entérinée. L’opposition s’incline devant l’arbitrage international, dans l’intérêt de la paix et de l’unité nationale, tout en déplorant un « verdict politique et économique ».

#### La difficile gestion de l’État (février 1994-août 1996)

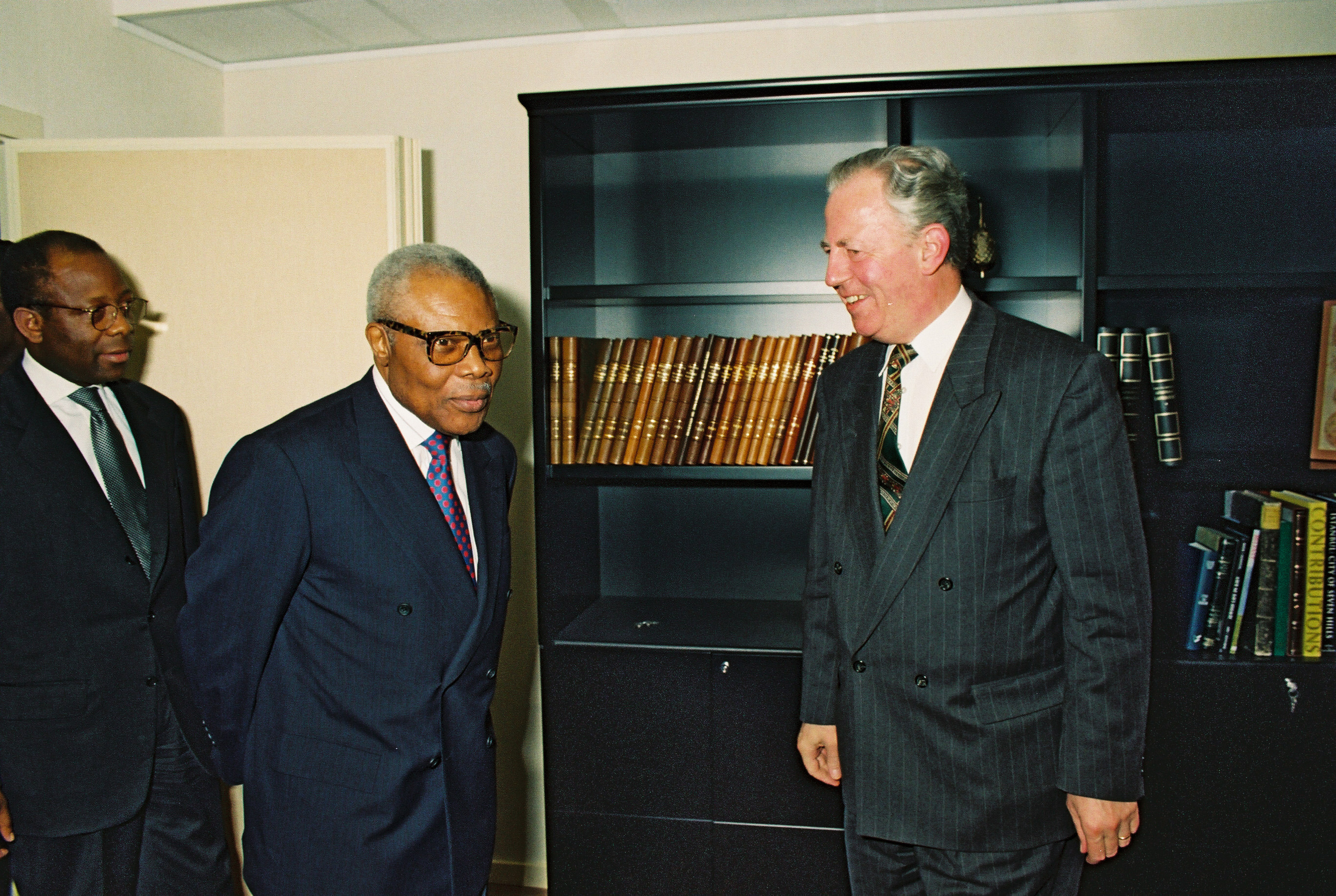
Pascal Lissouba en mai 1995 accueilli par Jacques Santer, alors président de la Commission européenne

Dix sept mois après son entrée en fonction, Pascal Lissouba a enfin les coudées franches pour mener son action. Cependant, à une situation de départ déjà obérée par la gestion économique et financière catastrophiques des régimes précédents, surtout celui de Sassou Nguesso, est venu s’ajouter le lourd passif des troubles politiques de ces premiers mois de présidence. Les estimations du nombre de tués varient entre 1 000 et 3 000 personnes. 13 000 maisons et édifices publics ont été détruits, privant de toit des milliers de gens à Brazzaville et dans les 3 régions de la vallée du Niari. 300 000 personnes ont été déplacées par les combats. Du point de vue politique, le conflit a détruit la cohésion nationale, notamment entre les originaires du Pool et ceux des pays du Niari. Des milliers d’armes de guerre sont aux mains de jeunes incontrôlés. En outre, chacun des 3 principaux partis s’est dotée d’une milice (Cocoyes et Zoulous pour l’UPADS, Ninjas pour le MCDDI et Cobras pour le PCT), qu’ils ne désarment pas en dépit des engagements. L’esprit de corps des Forces armées est sérieusement entamé. L’administration publique et les services sociaux de base (écoles et hôpitaux) sont désorganisés, notamment dans les zones de confrontation.
Après la fin des convulsions politiques, l'action du président s'articule autour de trois principaux objectifs : prévenir le retour des violences ; isoler Sassou-Nguesso qu'il tient pour son principal rival ; satisfaire aux exigences des institutions de Bretton Woods afin de bénéficier des facilités qu'elles pourraient accorder.
Il signe un contrat de sécurité d’un montant de 50 millions de dollars (environ 25 milliards de francs CFA) avec la société israélienne Ledvan pour la formation et l'encadrement des troupes de la sécurité présidentielle. Les installations de l’ancienne station fruitière de Loudima sont converties en centre d’entraînement militaire, où ne sont admis que des éléments originaires des pays du Niari. Le 18 février 1994, le Groupement spécial d’interposition (GSIP), composé de 400 militaires originaires exclusivement du Pool ou des pays du Niari et dirigé par le colonel Bikinkita, qui est secondé par le colonel N'Guembo, se déploie dans les zones qui avaient été touchés par la crise. L'une de ses principales missions est de permettre le retour des 300 000 personnes déplacées du fait des conflits.
L'un des grands défis qui se posent à Lissouba en ce début d'année 1994 est constitué par la dévaluation de 50 % du franc CFA par rapport au franc français, annoncée le 11 janvier 1994 à Dakar, par les quatorze chefs des quatorze États africains appartenant à la zone franc (Bénin, Burkina, Cameroun, Centrafrique, Comores, Congo, Côte d'Ivoire, Gabon, Guinée équatoriale, Mali, Niger, Sénégal, Tchad, Togo) sous la pression du FMI et du gouvernement français, que dirige Édouard Balladur. Le taux fixe de change du franc français passe de 50 à 100 FCFA. Cette mesure double les recettes d’exportation, mais également les coûts d’importation pour les pays concernés. Pour le Congo, très dépendant de l’étranger pour ses besoins alimentaires et en produits manufacturés, la dévaluation de la monnaie est pénalisante pour les ménages.
Le plan d’action et de relance économique et sociale (Paréso), adopté par le Parlement au début de l'année, obtient l'agrément du FMI après de rudes négociations. Il prévoit notamment le recensement du personnel de l'État, entrepris depuis fin 1993, la réduction du train de vie de l'État et la privatisation de plusieurs grandes entreprises publiques.
Pascal Lissouba lance la délocalisation de l'université Marien-Ngouabi, avec le transfert de certains établissements dans d'autres villes du pays (faculté des sciences à Dolisie, faculté de médecine à Pointe-Noire, institut des sciences de l'agronomie à Sibiti, etc.). Mal préparée, les structures n’ayant pas été préalablement aménagées, la mesure échoue. S’ajoutant aux perturbations dues aux troubles politiques, cette opération avortée conduit à une année blanche à l'université.
La loi sur la décentralisation est adoptée le 28 mai 1994. Elle prévoit une autonomie de gestion totale pour les régions et les communes de plein exercice (villes les plus importantes), et une autonomie de gestion partielle pour les districts et les communes de moyen exercice (districts, villes secondaires et arrondissements). L’élection des maires des communes de plein exercice se tient au mois de juillet. Elle permet à Kolélas et Thystère-Tchicaya de devenir respectivement maires de Brazzaville et Pointe-Noire
En août 1994, le Parlement adopte le nouveau code des hydrocarbures. Désormais, l’exploitation du pétrole congolais se fera, non plus sous le régime de concession, mais dans le cadre de contrats de partage de production. La nouvelle loi assure à l’État une part à la rente pétrolière plus importante, notamment dans les périodes de prix du brut élevé.
En dépit des déclarations de bonnes intentions, le gouvernement peine toujours à honorer le paiement du salaire des agents de la fonction publique. Pour se donner un bol d’air frais, l’État sort du capital des sociétés Elf-Congo et Agip Recherches Congo, courant 1994. L’opération rapporte environ 25 milliards de francs CFA (environ 50 millions de dollars).
Sur le plan de la sécurité, le gouvernement tolère le contrôle de certains quartiers par les milices (Ninjas à Bacongo et Makelekele, Zoulous et Cocoyes à Mfilou et Diata, et Cobras à Mpila). Sporadiquement, des affrontements opposent les forces de l’ordre aux Cobras, dans le quartier de Mpila. En outre l’incorporation des membres des différentes milices dans la Force publique génère des frustrations (lenteur, gestion partisane, etc.). Plusieurs miliciens se livrent au grand banditisme dans les quartiers et sur la ligne du CFCO. Dans le courant de cette année 1994, un fait retient l'attention de l'opinion : le vol d'un lot important d’armes de guerre dans une caserne de l’armée à Gamboma. Les soupçons se portent sur les Cobras, mais l'enquête diligentée par le gouvernement ne donne aucun résultat concret.
À la fin de l’année 1994, la préoccupation de Lissouba est de se garantir une deuxième moitié de mandat plus sereine. Il organise un Forum sur la culture de la paix à Brazzaville en décembre 1994, sous le parrainage de l'UNESCO. Toute la classe politique et plusieurs chefs d’État africains y prennent part. Le but est de mettre un terme aux crises politiques récurrentes qui secouent le pays depuis le début de son mandat.
Le 13 janvier 1995, Yhombi-Opango remet la démission de son gouvernement au président de la République. Le même jour, il est reconduit dans ses fonctions puis, 10 jours plus tard, la composition du nouveau gouvernement est rendue publique. Trois personnalités proches du MCDDI y figurent (Philippe Bikinkita à l’Intérieur, Luc Adamo Mateta au Budget et Mélanie Ibouritso à la réinsertion sociale des sinistrés). Félix Makosso du RDPS est également ministre. Le général Eta-Onka est nommé ministre des Sports. Il est remplacé à la tête de l’État-major des FAC par le général Daniel Mabika. Les Forces démocratiques unies (FDU) qui regroupent le PCT, l’URN, l’UPRN, l’UNDP, le PRL et le CAD, ont refusé de rejoindre ce gouvernement qui se voulait d’ouverture, pour ne pas « partager la responsabilité de la gestion chaotique du pays par le régime de Lissouba ». La composition du nouveau gouvernement provoque une crise au sein de l’UPADS. Les ethnies Sundi, Kamba et Dondo de la région de la Bouenza n’y ont aucun représentant, alors que l’ethnie Bembe compte cinq ministres. Les élus de la partie sud de cette région démissionnent et créent leur propre parti politique, l’Union pour la République (UR). L’ancien ministre des Affaires étrangères, Benjamin Bounkoulou, en est le président. Le nouveau parti reste cependant dans la Mouvance présidentielle.
Le deuxième gouvernement Yhombi-Opango s’efforce de réaliser les principaux objectifs du PARESO : réduire le taux d’inflation ; rétablir un paiement régulier de la dette extérieure et réduire la masse salariale. Sur ce dernier point, l’objectif est d’alléger la charge de 130 à 100 milliards de francs CFA par année. Le gouvernement décide en avril 1995, de réduire le temps de travail des agents publics de 40 à 35 heures par semaine. Les fonctionnaires ne travailleront plus que du lundi à vendredi, avec une réduction de salaire de 12,5 %. L’économie pour l’État est de 6,6 milliards par an. Un abaissement de 30 % des primes et indemnités permet une économie supplémentaire de 1,5 milliard de francs. Du point de vue social, ces mesures laminent le pouvoir d’achat déjà faible des fonctionnaires congolais.
Pour augmenter les recettes non pétrolières, le gouvernement supprime les régimes d’exception du tarif douanier ; augmente la taxe sur le chiffre d’affaires (TCA) de 12 à 15,25 % ; impose le paiement effectif de la TCA par les entreprises publiques ; augmente le niveau de l’acompte forfaitaire sur les importations de 2 à 5 %. Il entreprend la restructuration des régies financières en vue d'un plus grand rendement et une meilleure efficacité dans la lutte contre la fraude fiscale. La privatisation de la gestion de la Douane par un organisme privé britannique voulue par le président se heurte à l’opposition de la corporation. Il doit y renoncer. En juillet 1995, le Congo est enfin déclaré éligible aux facilités d’ajustement structurel renforcé. Ce statut va permettre la restructuration de la dette du pays et lui permettre de bénéficier de facilités de paiement de la part de la Banque mondiale.
Sur le plan diplomatique, l’invitation du chef de l’UNITA, Jonas Savimbi, à la célébration de la fête nationale, le 15 août 1995, refroidit les relations entre Brazzaville et Luanda.
Au début de novembre, le gouvernement annonce la radiation 77 militaires et policiers, dont le général Mokoko, pour désertion. Ils n’ont pas rejoint les rangs à la fin des troubles de 1993-94. La majeure partie des officiers exclus est considérée comme proche de l’ancien président Sassou-Nguesso.
Le 24 décembre, les forces politiques congolaises signent un pacte pour la paix, par lequel ils s’engagent à renoncer à la violence en politique, à désarmer et à dissoudre leurs milices. Sur les 1 200 miliciens qui doivent être intégrés au total dans les forces armées, 400, venant des rangs de la milice de l’UPADS, ont déjà été incorporés.
En cette fin d’année 1995, qui a vu un notable rapprochement de Lissouba et Kolélas, les militants de l’UPADS se réunissent en congrès inaugural du 27 au 30 décembre 1995 à Brazzaville. Ils reconduisent Pascal Lissouba à la présidence du parti, au mépris de la Constitution. C’est une solution de compromis devant les fortes dissensions qui se sont fait jour entre les barons de l’UPADS.
Courant janvier 1996, des grèves éclatent à la Société nationale d’électricité (SNE), à la Société nationale de distribution d’eau (SNDE), à l’Office national des postes et télécommunication (ONPT) et à la Société de distribution des produits pétroliers (Hydro-Congo). Les agents de ces entreprises publiques stratégiques manifestent contre le processus de privatisation engagé par le gouvernement. Pendant plusieurs jours, la capitale est privée d’eau et d’électricité et les télécommunications sont coupées. Le gouvernement fait arrêter quatre syndicalistes et licencier 122 agents de ces entreprises. Ils sont réintégrés quatre mois plus tard.
Quelques jours plus tard, alors que le gouvernement a bouclé l’incorporation de 2 650 anciens miliciens (plus du double des 1 200 prévus par le pacte de la paix), les nouvelles recrues issues des rangs des Zoulous se mutinent, occupent plusieurs camps militaires et bloquent la circulation à Mpila, pour protester contre les retards dans la régularisation de leur situation administrative et le versement de leur solde. Faisant usage de leurs armes, ils causent la mort de quatre personnes. Après la régularisation de la situation, une polémique va enfler entre le gouvernement et les FDU qui estiment que le recrutement au sein des milices de la Mouvance présidentielle a excédé le quota défini dans le pacte de paix.
Le 4 mai, Lissouba annonce la tenue de la prochaine élection présidentielle pour le 27 juillet (premier tour) et 10 août 1997 (deuxième tour éventuel). Il installe la Commission nationale de recensement, chargée de dresser les listes électorales. Tous les partis politiques doivent en faire partie.
Vers le milieu de l'année, le gouvernement fait adopter un nouveau code du travail et un code des investissements. Cet arsenal juridique doit faciliter le processus de privatisation. Un Centre de formalités des entreprises est également créé. Ce guichet unique permet un allègement considérable des formalités pour la création d’une entreprise au Congo.
Au mois de juin 1996, le Congo obtient l'annulation par le Club de Paris de 67 % de sa dette (estimée à 989 milliards de francs CFA). Sur le plan des privatisations Hydro-Congo, la Congolaise de raffinage (CORAF), les Postes et Télécommunications et l'Union congolaise des banques sont mises sur le marché. Cependant, les entreprises à privatiser n’attirent pas d’éventuels repreneurs.
Le milieu d’année 1996 est riche en activités diplomatiques pour Lissouba. Du 17 au 20 juillet il reçoit Jacques Chirac. À Brazzaville, le président français affirme son soutien aux alternances politiques par la voie démocratique. Ensuite, pour le 36e anniversaire de l’indépendance, célébrée à Pointe-Noire le 15 août, Lissouba convie Omar Bongo du Gabon, Idriss Deby du Tchad, Alpha Oumar Konaré du Mali, Henri Konan Bedie de Côte d’Ivoire, et Blaise Compaoré du Burkina Faso. Le général Amadou Toumani Touré, ancien président du Mali, est également présent.
Le 24 août 1996, Yhombi-Opango présente sa démission du poste de Premier ministre au président de la République. Trois jours plus tard, Charles David Ganao, dont la candidature a été fortement soutenue par Omar Bongo, est chargé de former un nouveau gouvernement.
À la fin de 1996 le gouvernement Lissouba réussit à maîtriser les finances publiques de l'État, et à les assainir efficacement, il est par ailleurs le gouvernement qui a remboursé en trois ans plus de 60 % la dette la plus élevée au monde par tête d'habitants.

#### Un gouvernement de campagne (septembre 1996-mai 1997)
À un an de l'élection présidentielle, le changement de Premier ministre procède chez Pascal Lissouba de la volonté de se démarquer du bilan peu reluisant de Joachim Yhombi-Opango. L’accumulation des arriérés de salaires dans la fonction publique, l’érosion du pouvoir d'achat des ménages, l’aggravation du chômage des jeunes et la dégradation de la qualité des services sociaux de base après trois années de gouvernement Yhombi-Opango constituent un handicap dans la perspective de la réélection de Pascal Lissouba à la présidence. Le général Yhombi-Opango est également discrédité dans l’opinion par la corruption ambiante. À cet égard, les Congolais ont inventé le néologisme de « boukoutage » pour désigner la pratique prédatrice des membres de son gouvernement. Le choix de Charles David Ganao correspond lui, à la prise en compte de la sociologie électorale : Pascal Lissouba entend bénéficier pleinement du prestige de grand dignitaire téké du président de l’UFD lors du prochain scrutin présidentiel.
La composition du gouvernement Ganao, rendue publique le 2 septembre 1996, diffère peu de celle de l’équipe précédente. Avec 45 ministres, c’est tout de même le gouvernement le plus pléthorique de l’histoire du Congo. N’ayant obtenu aucun poste dans le gouvernement, l’UR de Benjamin Bounkoulou se retire de la Mouvance présidentielle. De ce fait, Pascal Lissouba n’a plus la majorité à l’Assemblée nationale.
Dans son discours de politique générale devant le Parlement, le nouveau Premier ministre s’engage à lutter contre la corruption et les détournements et à organiser la prochaine élection présidentielle dans la transparence. Les intentions de candidature à cette élection se multiplient. Après Pascal Lissouba, Ngollo, Mokoko, Bernard Kolélas et Kaya se déclarent. Au mois de décembre, David Ganao exclut l’éventualité de la mise en place d'une commission électorale indépendante.
Le principal événement de la fin de l’année 1996 est l'inauguration en grande pompe du champ de Nkossa. Elf-Congo a déployé la technologie de pointe de l'industrie pétrolière pour développer ce gisement situé à 60 km au large de Pointe-Noire, par 200 mètres de profondeur d’eau. Les prévisions de production sont très prometteuses, et le régime de contrat de partage de production, en vigueur depuis 1994, laisse espérer pour l'État congolais des retombées financières importantes.
Dès le début de l'année, tous les esprits sont tendus vers la perspective de la prochaine présidentielle. Le retour triomphal de Denis Sassou-Nguesso à Brazzaville le 26 janvier, après un séjour de près de deux ans en France, suscite une certaine inquiétude dans les cercles de l'UPADS. Pascal Lissouba, dont le bilan est désespérément vierge en termes de réalisation, ressent la nécessité de marquer les esprits pour se présenter au scrutin dans les meilleures dispositions. L'année précédente, il a posé la première pierre du projet de construction du barrage de Sounda sur le fleuve Kouilou. D'une puissance prévue de 6 500 millions de kilowatt-heure, ce grand ouvrage devrait procurer au Congo son indépendance en matière énergétique et lui permettre d’exporter de l'électricité. Seulement, cela semble n'avoir été qu’un coup médiatique, car les travaux n'ont jamais débuté. Le président débloque un montant de 6 milliards de francs CFA destinés aux secteurs sociaux dans les 10 régions et entreprend le tour du pays. Il visite successivement la Cuvette-Ouest, la Bouenza et le Pool. Cependant, il doit composer avec les perturbations causées par les mutineries des nouvelles recrues des FAC à Loudima et à Brazzaville.
Sur le plan extérieur, Pascal Lissouba manifeste un soutien ostensible au président Mobutu dans la guerre civile qui ravage le Zaïre voisin. Le 5 mai, il reçoit à Pointe-Noire le président zaïrois en route pour sa rencontre avec Laurent-Désiré Kabila sur l’Outenika.

#### La guerre civile (5 juin-15 octobre 1997)
Le 10 mai 1997, l’arrivée à Owando de Denis Sassou-Nguesso, en tournée préélectorale, est perturbée par les partisans de Joachim Yhombi-Opango, qui s’opposent à son entrée en tipoye dans leur fief. Un militaire proche de Joachim Yhombi-Opango, soupçonné de vouloir attenter à la vie de Denis Sassou-Nguesso, est abattu par la garde personnelle de l'ancien président. Le drame met le feu aux poudres dans la capitale de la Cuvette. Les partisans de Denis Sassou-Nguesso sont pris à partie et doivent fuir la ville. Les événements causent la mort d’une dizaine de personnes.
La signature d'un « code de bonne conduite » par les principaux dirigeants politiques congolais, le 31 mai 1997, en présence de Federico Mayor, ne met pas fin à la crise. Seulement deux jours après l’engagement des chefs politiques à renoncer aux armes comme moyen de résoudre les conflits politiques, les Cobras tendent une embuscade à des militaires proches de Joachim Yhombi-Opango, aux environs d’Oyo, et en tuent quatre. Pascal Lissouba rentre précipitamment de Harare où il participait au 33e sommet de l’OUA. Le 4 juin, le gouvernement proclame sa détermination à traquer et anéantir tous les éléments non réguliers détenteurs d’armes de guerre. Le 3 juin 1997, 25 tonnes de fret partent du Bourget vers les partisans de Denis Sassou-Nguesso via le Gabon. Le 5 juin, une véritable guerre civile débute, préparée de longue date par le clan Sassou et certains amis francafricains Elf, vrai-faux mercenaires. Au petit matin, un détachement de blindés encercle la résidence privée de Denis Sassou-Nguesso. Les Cobras repoussent violemment l’armée et occupent en quelques heures la majeure partie du centre-ville et toutes les casernes du Nord de Brazzaville. La conflagration entre les deux camps a fait plusieurs victimes civiles. Dans la soirée, le ministre de l'Intérieur, Philippe Bikinkita, invité au journal de la télévision nationale, affirme que l'opération du matin était une simple opération de police visant à l'arrestation du commandant Aboya et du colonel Engobo, impliqués dans les événements d'Owando et Oyo, qui ont trouvé refuge à la résidence de Denis Sassou-Nguesso. La poursuite des affrontements provoque un exode massif qui vide les quartiers de Poto-Poto, Moungali, Ouenze et Mpila. Les centaines de milliers de déplacés trouvent refuge auprès de la parenté à Bacongo, Makelekele, Mfilou, Talangaï ou au PK45. La guerre reste circonscrite à Brazzaville dont le centre-ville est le principal champ de bataille. Dès les jours suivants, la France évacue ses ressortissants et ceux des autres pays occidentaux.
Les deux camps s'installent dans une guerre de positions. Très vite, Pascal Lissouba se rend compte qu'il ne peut compter sur les forces régulières, dont plusieurs officiers ont rejoint le camp de son adversaire. En outre, beaucoup de militaires se refusent à prendre part au conflit. Le chef d’état-major, le général Mabika, ne tarde pas à se dérober et s’installe en Europe, officiellement pour raisons de santé. Son adjoint, le général Mayoulou, en fait de même. Le chef de l'État nomme le colonel Loundou à la tête des FAC. Avec le colonel Ibala, c'est lui qui dirige les opérations militaires pour les forces républicaines. Du côté de Denis Sassou-Nguesso, plusieurs des officiers supérieurs exclus de l’armée en 1995 encadrent les Cobras. Une semaine après le début des affrontements, un fort contingent de Cocoyes arrivent de Loudima où ils ont été formés par les Israéliens. Le renfort permet au président Lissouba de tenir ses positions.
Une médiation nationale conduite par Bernard Kolélas tente de se mettre en action. Elle n’obtient aucun résultat concret. Pendant plusieurs jours, la guerre est une succession d’accalmies et d’engagements au cours desquels les protagonistes s’affrontent à l’arme lourde. Des deux côtés, on se livre au pillage des maisons et commerces désertés dans les zones de combat.
Une trêve est conclue le 17 juin. Elle permet un premier contact des représentants des deux camps à Libreville, sous l’égide du président gabonais Omar Bongo. Les délégués de Denis Sassou-Nguesso exigent le départ de Pascal Lissouba dès le 31 août, date d’expiration de son mandat présidentiel. Cette exigence est impensable pour Pascal Lissouba qui diligente la mise en place du Conseil constitutionnel, seule institution habilitée à reporter l’élection présidentielle et prolonger son mandat. Le 23 juin 1997, avec cinq ans de retard, le Conseil constitutionnel est désigné et prête serment au palais du Parlement. Le 19 juillet, le Conseil reporte la tenue de l’élection présidentielle.
Deux mois après le début de la guerre civile, le camp de Denis Sassou-Nguesso ouvre une station de radiotélévision dénommée Radio-Télé Liberté, qui défend sa ligne politique et ses thèses sur la guerre et fait le contrepoids aux médias d’État.
Alors que la guerre civile s’enlise et que les négociations arbitrées par Omar Bongo patinent, une recomposition politique s’opère à Brazzaville avec la création, en septembre 1997, de l’Espace républicain pour la défense de la démocratie et l’unité nationale (ERDDUN). Il est composé de l’ensemble des partis politiques qui ne luttent pas aux côtés des Forces démocratiques et patriotiques (FDP) constituées par Denis Sassou-Nguesso après le déclenchement des hostilités : l'UPADS, le MCDDI, le RDPS, RDD, UFD, etc. La présidence du nouvel ensemble politique est confiée à Bernard Kolélas. Officiellement, l'objectif de l'ERDDUN est d’œuvrer pour le retour à la paix, mais en réalité, il constitue un front anti-Sassou-Nguesso. Le 13 septembre, sur proposition de l'ERDDUN, Pascal Lissouba nomme Bernard Kolélas au poste de Premier ministre. D'une apparence de neutralité au début de la guerre, le président du MCDDI vient de se ranger dans le camp de Pascal Lissouba. Pour sauver les apparences, Bernard Kolélas fait mine de réserver 5 portefeuilles au PCT dans le gouvernement de 46 ministres qu’il forme. Juste après sa nomination, Bernard Kolélas engage ses Ninjas dans la bataille aux côtés des forces de Pascal Lissouba. Les Cobras contrôlent toute la partie nord et centre du pays, mais le renfort de la milice de Bernard Kolélas et l’emploi d’hélicoptères de combat procurent à Pascal Lissouba un avantage certain sur le terrain.
À l’instigation de la France, une réunion au sommet est organisée le 16 septembre à Libreville par Omar Bongo. Les présidents sénégalais Abdou Diouf, togolais Gnassingbé Eyadéma, malien Alpha Oumar Konaré, béninois Mathieu Kérékou, centrafricain Ange-Félix Patassé, équatoguinéen Teodoro Obiang Nguema Mbasogo et tchadien Idriss Déby y prennent part. L'objectif du sommet est de réunir les deux protagonistes de la guerre civile congolaise pour trouver une solution de sortie de crise. En dernière heure, Pascal Lissouba choisit de se faire représenter par son Premier ministre Bernard Kolélas, alors que Denis Sassou-Nguesso est présent. Le sommet ne produit aucun résultat concret.
Dès septembre 1997, les forces angolaises s'engagent aux côtés des Cobras de Denis Sassou-Nguesso, s'ajoutant aux contingents importants de soldats tchadiens et rwandais qui soutenaient déjà dès le 5 juin les partisans de Denis Sassou-Nguesso, ainsi que les ex-FAZ, dont plusieurs éléments s'étaient réfugiés à Brazzaville après la chute de Mobutu. Le rapport des forces sur le terrain s'en trouve totalement inversé. Les revers militaires qui s'ensuivent poussent les principaux dignitaires du régime Lissouba à se replier à Pointe-Noire. Le 9 octobre, les Cobras et l’armée angolaise s’emparent de l’aéroport de Maya-Maya. Le 11, l’aviation angolaise entre en action et lâche des bombes sur le palais présidentiel et sur les quartiers de Bacongo et Makelekele. Pascal Lissouba est contraint de quitter Brazzaville et de se replier sur Dolisie. Le 14, Brazzaville tombe aux mains des Cobras et de l’armée angolaise. Le lendemain, Pointe-Noire est occupée par les troupes angolaises. C’est la fin pour le régime de Pascal Lissouba. Les dignitaires s’enfuient le plus vite possible vers les pays voisins. Le président de la République lui-même transite par Nkayi et Sibiti avant de traverser la frontière gabonaise.
Le 24 octobre 1997, le général Denis Sassou-Nguesso, « le roi des Cobras », s'autoproclame président de la République et promulgue un acte fondamental qui aménage une transition flexible.

#### L'exil politique (1997-2020)
Après un court séjour à Libreville et au Burkina Faso, Pascal Lissouba s’installe à Londres. Durant plusieurs années, il revendique le statut de président constitutionnel de la République et accuse le président français Jacques Chirac et la société Elf d’avoir favorisé la prise de pouvoir par la force de Denis Sassou-Nguesso.
En septembre 1999, il est condamné par contumace à Brazzaville pour crimes de guerre. En décembre 2001, poursuivi pour avoir « bradé le pétrole congolais » par l’accord de prêt signé le 28 avril 1993 avec la société pétrolière américaine Occidental petroleum corporation (OXY), il est condamné par la Haute Cour de justice de Brazzaville à 30 ans de travaux forcés et à une amende de 25 milliards de FCFA, pour « crime de haute trahison ». Dans le cadre de la même affaire, Jacques-Joachim Yhombi-Opango, Claude-Antoine Da-Costa, Moungounga Nkombo Nguila et Benoit Koukébéné, reconnus coupables de « détournements de deniers publics et de forfaiture », sont condamnés également par contumace à 20 ans de travaux forcés et 11 milliards de FCFA d'amende.
En septembre 2004, Pascal Lissouba déménage à Paris, dans un hôtel particulier de la rue de Prony (17e arrondissement). Aucune poursuite judiciaire n'est lancée contre lui.
Le 11 décembre 2009, à l’initiative de Denis Sassou-Nguesso, le Parlement congolais prononce son amnistie.

### Mort
Pascal Lissouba meurt à l'âge de 88 ans le 24 août 2020 à Perpignan, dans le sud de la France, où il habitait depuis plusieurs années. Il est inhumé le 31 août dans la même ville, après une cérémonie religieuse organisée dans la cathédrale de Perpignan, à laquelle assistent Louis Aliot (maire de Perpignan), Rodolphe Adada (ambassadeur du Congo en France) et des membres de la section française du Parti congolais du travail. Des veillées mortuaires sont également organisées dans plusieurs villes du Congo par l'UPADS. Cette inhumation n'est cependant que temporaire, sa famille souhaitant rapatrier sa dépouille au Congo quand « toutes les conditions seront réunies »,.